# Hypolycaena ugandae
Hypolycaena ugandae är en fjärilsart som beskrevs av Sharpe 1904. Hypolycaena ugandae ingår i släktet Hypolycaena och familjen juvelvingar. Inga underarter finns listade i Catalogue of Life.

## Bildgalleri

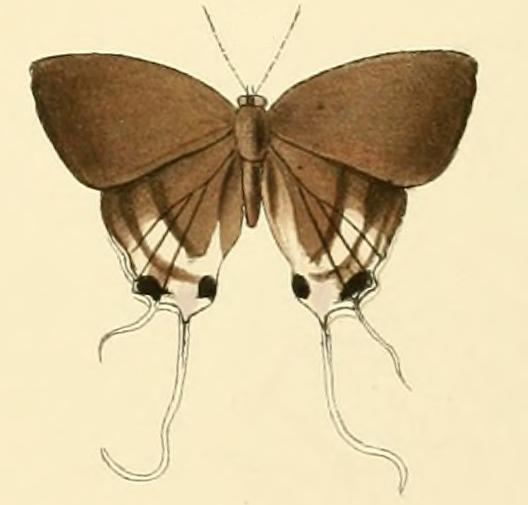
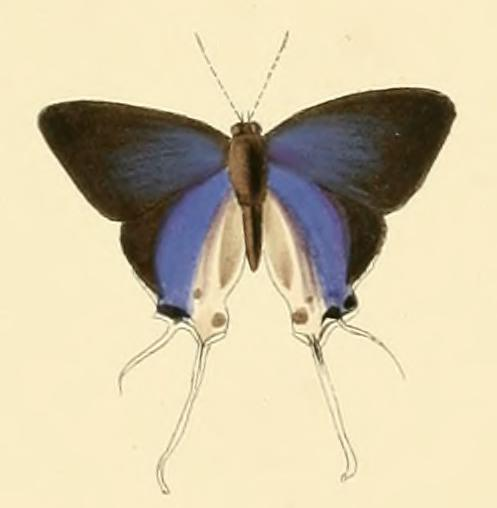